# اسکات گاردنر
اسکات گاردنر (انگلیسی: Scott Gardner؛ زادهٔ ۱ آوریل ۱۹۸۸) بازیکن فوتبال اهل بریتانیا است.
از باشگاه‌هایی که در آن بازی کرده‌است می‌توان به باشگاه فوتبال منزفیلد تاون، باشگاه فوتبال لیدز یونایتد، و باشگاه فوتبال ایستوود اشاره کرد.
وی همچنین در تیم‌های ملی فوتبال England national under-16 football team و زیر ۱۷ سال انگلستان بازی کرده‌است.